# Unión Nacional de Educadores
Die Unión Nacional de Educadores (UNE) ist eine ecuadorianische Bildungsgewerkschaft deren Mitglieder in erster Linie Lehrer der Sekundarstufe sind. Sie ist Mitglied der Bildungsinternationale. Ihre Präsidentin ist Mery Zamora. Die UNE ist politisch links orientiert und steht der MPD nahe. So ist sie etwa an Kampagnen gegen die Zahlung der Auslandsschulden Ecuadors beteiligt.